# Villa rustica de la Bucium-Orlea
Villa rustica este situată pe teritoriul localității Bucium-Orlea, județul Hunedoara, în punctul numit Linu.

## Legături exerne
- Roman castra from Romania (includes villae rusticae) - Google Maps / Earth Arhivat în 5 decembrie 2012, la Archive.is